# Арно Шмит (награда)
Литературната награда „Арно Шмит“ (на немски: Arno-Schmidt-Preis) е учредена през 1981 г. от Фондация Арно Шмит и се присъжда от 1982 до 1988 г. на всеки две години.
Наградата е за възпоменание на писателя Арно Шмит и възлиза на 50 000 германски марки.

## Носители на наградата
- 1982: Ханс Волшлегер
- 1984: Волфганг Кьопен
- 1986: Петер Рюмкорф
- 1988: Карлхайнц Дешнер